# گلوک (نقاش)
گلوک (متولد هنا گلوکستین Hannah Gluckstein؛ ۱۳ اوت 1895 – ۱۰ ژانویه ۱۹۷۸) یک نقاش اهل بریتانیا بود که هر گونه نام یا پیشوند افتخاری (مانند "خانم" یا "آقا") را رد می‌کرد و ورای هنجارهای جنسیتی نقاشی می‌کرد. او همچنین از نام‌های پیتر و هیگ استفاده می‌کرد. گلوک به جمع هنرمندان لامورنا در نزدیکی پنزانس پیوست و به خاطر پرتره‌ها و نقاشی‌های گل و همچنین طراحی جدید قاب عکس مورد توجه قرار گرفت. روابط گلوک با تعدادی از زنان شامل یکی با نستا اوبرمر بود: سلفی مشترک این هنرمند با اوبرمر (مدالیون) به عنوان یک بیانیه نمادین لزبین تلقی می‌شود.

مدالیون (۱۹۳۷) گلوک (راست) را به همراه نستا اوبرمر (سمت چپ) به تصویر می‌کشد.

گلوک با یک گوگل دودل در بریتانیا و چندین کشور دیگر در ۱۳ اوت ۲۰۲۳ گرامی داشته شد

## زندگی
گلوک با نام اصلی هنا گلوکستین، در ۱۳ اوت سال ۱۸۹۵ در خانواده ای موفق در لندن به دنیا آمد. گلوک در حین تحصیل در مدرسه دخترانه سنت پل در همرسمیت، برنده ستاره نقره ای انجمن سلطنتی طراحی شد. خانوادهٔ آنها قبل از نقل مکان به دهکده لامورنا در کورنوال، محل مجبوب هنرمندان، در مدرسه هنر سنت جان وود رفتند. در جامعه لامورنا، گلوک شروع به سرپیچی از مد سنتی و ظاهر جنسیتی کرد. هنگامی که یک انجمن هنری او را به عنوان «خانم گلوک» در سربرگ خود معرفی کرد، گلوک بلافاصله استعفا داد.
گلوک با امتناع از شناسایی شدن خود با یک مکتب یا جنبش هنری، ترجیح داد آثارش را فقط در نمایشگاه‌های انفرادی به نمایش بگذارد. او در سال ۱۹۲۴، در گالری دورین لی لندن ۵۶ اثر نقاشی را به نمایش گذاشت. تک تک نقاشی‌های او فروخته شد و نقاشی‌های گل در بین طراحان داخلی محلی محبوبیت پیدا کرد.
در سال ۱۹۳۲، گلوک یک قاب عکس را طراحی کرد و به ثبت رساند که بعدها به قاب گلوک معروف شد. طرح سه لایه، که به‌طور سنتی با رنگ دیواری که به آن آویزان می‌شد مطابقت داشت، این توهم را ایجاد کرد که نقاشی آن بخشی از معماری دیوار است. نمایشگاه هنر بریتانیا در صنعت ارائه این طرح را آغاز کرد که دوباره توجه طراحان داخلی را به خود جلب کرد.
گلوک با الهام از ساخت اپرای موتسارت، مدالیون را در سال ۱۹۳۶ نقاشی کرد. پرتره دوگانه آنها و معشوقشان اکنون یک بیانیه نمادین لزبین و یکی از مشهورترین تصویرهای یک رابطه لزبین است.
گلوک همچنین برای تغییر در صنعت هنر مبارزه کرد. گلوک که از کیفیت رنگ‌های موجود برای کار هنرمندان ناراضی بود، ده سال برای ایجاد استاندارد جدیدی برای رنگ‌های روغنی کارزاری ایجاد کرد و مؤسسه استاندارد بریتانیا در نهایت پذیرفت.
در سال ۱۹۷۳، گلوک آخرین نمایشگاه خود را برگزار کرد و بیش از ۵۰ نقاشی از سراسر دوران حرفه ای خود را به نمایش گذاشت.